# Сайяри, Хабиболла
Хабиболла Сайяри (перс. حبیب‌الله سیاری‎) — иранский военачальник, контр-адмирал.
Командующий Военно-морскими силами ИРИ с 2007 г. по 2017 г.

## Развитие флота
Сегодня ВМС Ирана считаются самыми мощными в регионе. И командование Военно-морскими силами всячески это подчеркивает:

«Иран с 3000 километрами морских границ на севере и юге государства располагает самым мощным военным флотом в регионе, успешно оберегающим территориальную целостность страны, — заявил адмирал Сайяри. — Иранский военно-морской флот поддерживает влиятельное присутствие в Персидском заливе, Оманском заливе и Ормузском проливе».

При этом Иран активно пополняет флот ракетными катерами, корветами, мини-субмаринами и судами различного назначения. В ноябре 2007 года глава ВМС Ирана объявил, что военный флот страны получит новую карликовую подводную лодку и корвет УРО иранского производства.

«Эсминец „Джамаран“ и субмарина „Гадир“ будут являться средством сдерживания, — отметил Сайяри, — однако, если враг допустит ошибку, он получит такой мощный удар, что не сможет подняться на ноги».

Помимо новых вооружений, флот, возглавляемый адмиралом Сайяри, в скором времени обзаведётся новыми военно-морскими базами. Так, в феврале 2009 года адмирал Сайяри заявил, что военно-морской флот Ирана к 2015 году получит новые базы в Оманском заливе. По его словам, строительство объектов уже ведётся.
При всем при этом, в составе ВМС Исламской Республики Иран в настоящее время отсутствуют не только авианосцы и десантные вертолетоносцы, но и ударные корабли первого ранга — крейсера и эсминцы УРО, а также второго ранга — фрегаты УРО. Называемые иранскими военно-морскими чинами «эсминцами» корабли типа «Джамаран» (на вооружении всего два корабля), имея длину 94 м, ширину 13 м, водоизмещение 1 400 т, являются на самом деле корветами — кораблями 3 ранга.
Также в составе ВМС Ирана находятся всего две дизельные подводные лодки проекта 877 «Палтус» советской постройки. Остальные подводные лодки относятся к карликовым субмаринам, обладают ограниченной автономностью и предназначены исключительно для диверсионных операций и постановки мин вблизи морского побережья.